# Godfrey Kelly
Sir Godfrey Kenneth Kelly KCMG (* 21. Dezember 1928 in Nassau; † 10. Februar 2022 ebenda) war ein bahamaischer Regattasegler und Politiker.

## Werdegang
Godfrey Kelly besuchte zunächst das Queen’s College in Nassau und später das McDonogh College in der US-amerikanischen Stadt Baltimore. Danach nahm er ein Jurastudium an der University of Cambridge in London.
Nach seinem Studium war er 66 Jahre lang als Rechtsanwalt tätig, ehe er im Juni 2019 in den Ruhestand ging. Zudem gehörte er der Anwaltskammer der Bahamas an. Darüber hinaus war Kelly von 1956 bis 1968 Mitglied des Repräsentantenhauses und war im Kabinett von Premierminister Roland Symonette zwischen 1964 und 1967 als Bildungsminister tätig. Von 1968 bis 1972 gehörte er außerdem dem Senat der Bahamas an.
Als Segler nahm Godfrey Kelly an Olympischen Spielen 1960, 1964, 1968 sowie 1972 teil. Zu seinen Crews gehörten unter anderem seine Brüder Basil (1964) und David (1968 und 1972). Bei den Zentralamerika- und Karibikspielen 1962 gewann er die Goldmedaille in der Drachen-Klasse. 1984 beendete er seine Karriere nach 30 Jahren.
1999 wurde Kelly zum Companion of the Order of St Michael and St George ernannt und 2020 zum Knight Commander befördert. Zwei Jahre später starb Kelly in Nassau im Alter von 93 Jahren.